# وانگ آنشی
وانگ آنشی(چینی: 王安石؛ پین یین:Wáng Ānshí) یا وانگ آن شیه (به انگلیسی: Wang Anshih) (زادهٔ ۱۰۲۱- مرگ ۲۱ مه ۱۰۸۶) اقتصاددان، سیاستمدار، صدر اعظم و چامه‌سرای چینی در دودمان سونگ بود. وی دست به یک سری اصلاحات اقتصادی-اجتماعی زد.
وانگ آنشی بر این باور بود که دولت می‌باید نیازهای تأمین یک زندگی درخور را برای شهروندانش فراهم‌آورد. او در ۱۰۶۹ بر سر کار آمد و سیاست‌های تازه‌ای را برای اصلاح امور پایه‌ریزی کرد.
شعرهای وانگ آنشی در سبک شی و همانند شاعر دیگر چینی دو فو بود.
هدف اصلی او این بود که بار سنگین مالیات را از دوش فقیران بردارد و آن را بیشتر به عهده ثروتمندان بگذارد که می‌توانستند آن را بپردازند. او مالیات های ارضی را تخفیف داد و به دهقانان اجازه داد که اگر پرداختن پول نقدی برای ایشان دشوار است، مالیات خود را به صورت جنسی (یعنی از غلات یا محصولات دیگر خود) بپردازند. او همچنین برای ثروتمندان مالیات بر درآمد وضع کرد.
"وانگ" همچنین پیشنهاد کرد که د کارهای عمومی نباید کار اجباری یا بیگاری وجود داشته باشد و هرکس که کار می‌کند باید تمام مزد کار خود را دریافت کند. همچنین او یک نوع نیرو نگهبانان محلی و ملی تاسیس کرد که بائوجیا یا پائوچیا نامیده می‌شد.
اصلاحات "وانگ" خیلی محبوب نبود و در 1074 میلادی او را مجبور به استعفا کردند. او در 1075 به قدرت برگشت ولی با قدرت محدود تر. پس از مرگ امپراتور، یک دستۀ ضد اصلاحات به قدرت رسیدند و اصلاحات "وانگ" را تا کمی پس از زمان مرگش خنثی کردند.